# 吉澤一彦
吉澤 一彦（よしざわ かずひこ、1955年〈昭和30年〉2月17日 - ）は、フリーアナウンサー。元テレビ朝日アナウンサー。

## 来歴・人物
北海道砂川市生まれ。同市に住んでいたのは3歳までのため、本人も当時の記憶はない（その後は東京育ちである）。中野区立第八中学校、慶應義塾志木高等学校、慶應義塾大学法学部法律学科卒業後の1977年4月、テレビ朝日（当時：全国朝日放送）にアナウンサーとして入社。
入局当初から暫くは主にスポーツを担当したが、『おはようテレビ朝日』を皮切りに通算30年近くテレビ朝日の朝の情報番組にレギュラー出演した。その司会ぶりからネット上でサッカー選手の三浦知良にちなんで「キングカズ」と呼ばれるようになり、現在では『やじうまプラス』の公式サイトでも「キングカズ」の愛称が使われることがあった。
妻はアナウンス部の後輩だった廣瀬雅子。娘があり、かつては石原プロモーションで舘ひろしや徳重聡のマネージャーを担当していた。
2015年2月17日に60歳となり、同月28日にて定年退職。なおこれをもって、吉澤を含め1977年にテレビ朝日アナウンサーとして入社した9名（通称『花の77年組』）は全員が退職した。退職後の2015年3月には、フリーアナウンサーとして再出発する目的で、自身のブログ「吉澤一彦の新・『やじうま』日記」を開設した。退職当初は講演や地方局のアナウンサーの指導、拓殖大学の客員教授として招かれ、講演や就職セミナーなどを行っていたが、コロナ禍以降は学生へのアドバイスやアナウンス学校でのスポーツ実況の指導程度となっている。

## 過去の出演番組
| 期間                 | 期間               | 番組名              | 役職                                                              |
| -------------------- | ------------------ | ------------------- | ----------------------------------------------------------------- |
| 1981年4月            | 1985年3月          | おはようテレビ朝日  | 司会                                                              |
| 1985年4月            | 1985年9月          | ANNニュースセブン   | 週末担当キャスター                                                |
| 1985年10月           | 1987年9月          | ヤジウマ新聞        | 総合司会                                                          |
| 1987年10月1996年10月 | 1993年3月1998年3月 | やじうまワイド      | 総合司会                                                          |
| 1993年4月            | 1996年9月          | 新やじうまワイド    | 総合司会                                                          |
| 1998年4月            | 1999年3月          | やじうまワイド      | 水～土曜日総合司会                                                |
| 1999年4月            | 2000年9月          | やじうまワイド      | 月・火・金・土曜日総合司会                                        |
| 2000年10月           | 2002年6月          | やじうまワイド      | 月～木曜日総合司会                                                |
| 2004年4月            | 2006年3月          | スーパーJチャンネル | 週末メインキャスター                                              |
| 2006年4月            | 2010年9月          | やじうまプラス      | 平日『新聞朝刊コーナー』担当                                      |
| 2010年10月           | 2011年3月          | やじうまテレビ      | 平日新聞紹介担当                                                  |
| 2011年4月            | 2013年3月          | やじうまテレビ      | ニュース解説担当兼『ANNニュース』担当キャスター ※いずれも平日担当 |

その他・イレギュラー番組
- ビッグスポーツ（バレーボール・バスケットボール・体操・ボウリング・クレー射撃などの実況 1977年10月 - 1980年3月）
- ゴールデンナイター（実況 1978年4月 - 1984年12月）
- ANNスポーツニュース（1980年9月までの第1期放送、キャスターを随時担当）
- 江戸川乱歩の美女シリーズ「悪魔のような美女」（ニュースを読み上げるアナウンサー役で出演 1979年）
- ANNニュースライナー（土曜・日曜 1985年4月 - 1985年9月）
- ANNニュースレーダー（1987年9月27日日曜日の最終回、戸谷光照の代理）
- ANN報道特別番組（新潟県中越地震発生後、今夜公開!! 誰も知らない ドラえもんの秘密スペシャル!』の放送数分後、中断し担当）
- be on TV（BS朝日）（開始時期不明 - 2005年9月）
- 恋の奇跡（劇中のワイドショー司会 1999年）
- 全国童謡歌唱コンクール（BS朝日）
- News Access（平日8:00ニュース 2014年4月 - 2015年2月）
- はい!テレビ朝日です（2001年10月 - 2015年3月）

## 同期のアナウンサー
- 古舘伊知郎（現在、フリーアナウンサー）
- 佐々木正洋（現在、フリーアナウンサー）
- 渡辺宜嗣（現在、フリーアナウンサー）
- 戸谷光照（現在、フリーナレーター）
- 宮嶋泰子（現在、テレビ朝日スポーツコメンテーター）
- 南美希子（現在、フリーアナウンサー）
- 中里雅子（現在、フリーアナウンサー）
- 伊福保子（現在、フリーアナウンサー）

## 補足
- 吉澤が入社した1977年は、1980年のモスクワオリンピック独占放送権を得た同社がオリンピックに向けた人材養成を見越して、アナウンサーが大量採用された年である。
- 「特捜最前線」（第53話）の劇中で、野球中継の実況アナウンサー役（声のみ）を務めた。
- 埼玉西武ライオンズのファン。
- 1999年、映画『クレヨンしんちゃん 爆発!温泉わくわく大決戦』にて、当時「やじうまワイド」のキャスターを務めていた田中滋実と共に本人役で声優に挑戦。翌年の2000年には、映画『ゴジラ×メガギラス G消滅作戦』にアナウンサー役で出演した[1]。
- 2001年8月28日にアスキーから「やじうま日記」を出版した。
- 大学の同級生に中原秀一郎、笹原忠義、2年先輩に堺正幸、松下賢次、1年先輩に福井謙二、陣内誠、2年後輩に野崎昌一、とのちにABC、北陸放送、TBS、フジテレビで活躍したアナウンサーがいる（笹原以外の6人は既に退社・退任、笹原は社長を経て取締役在任中に死去）。また、爆笑問題の田中裕二は中学校の後輩にあたる。